# Veřejný příslib
Veřejný příslib je právním jednáním jedné osoby, která se zavazuje k určitému plnění za výkon jiné osoby. Takovým závazkem může být například zaplacení přislíbené odměny za provedený úkol. Veřejný příslib je v českém právu od 1. ledna 2014 upraven v § 2884–2889 zákona č. 89/2012 Sb., občanský zákoník.
Rozlišujeme dva druhy veřejného příslibu. Prvním z nich je příslib odměny, která se vypisuje za výkon absolutně dosažitelný, např. nález ztracené věci či odhalení pachatele trestného činu. Výsledkem má být tedy jednoznačný cíl, který je veřejně vyhlášen, např. ve veřejném sdělovacím prostředku, na sociálních sítích nebo webových stránkách. Ten, kdo se k plnění příslibu zaváže, má zpravidla právo svůj příslib odvolat nebo změnit, pokud do odvolání žádná osoba nedosáhla požadovaného cíle. Pokud ano, má tato osoba právo na odměnu. Objevilo-li by se více osob, které by úkol splnily, odměna bude náležet tomu, kdo ji splnil nejdříve. Pokud splnilo úkol více osob současně, odměna se mezi ně spravedlivě rozdělí.
Pokud má plnění veřejného příslibu nespočet možností, jedná se o příslib relativní. V takovém případě se hovoří o vypsání ceny. Příkladem využití této formy je zadání projektu budovy nebo její výzdoby. U vypsání ceny se určí doba, po kterou probíhá soutěž. Přislibující má právo na výběr nejlépe vyhovujícího řešení, pokud neurčí při vypsání ceny jiného hodnotitele. Odvolání vypsané ceny je možné pouze z důvodů změn okolností, které nevyplývají z vůle přislibujícího. Pokud před odvoláním některé osoby splní část podmínek veřejného příslibu a mohou to prokázat, mají právo na přiměřené odškodnění; o tom je přislibující musí informovat.